# Hush, Little Baby
Hush, Little Baby est une berceuse anglophone d'auteur inconnu. L'emploi du mot mockingbird (Mimidae, « oiseau moqueur ») laisse entendre que l'origine serait américaine, cet oiseau ne vivant qu'en Amérique.

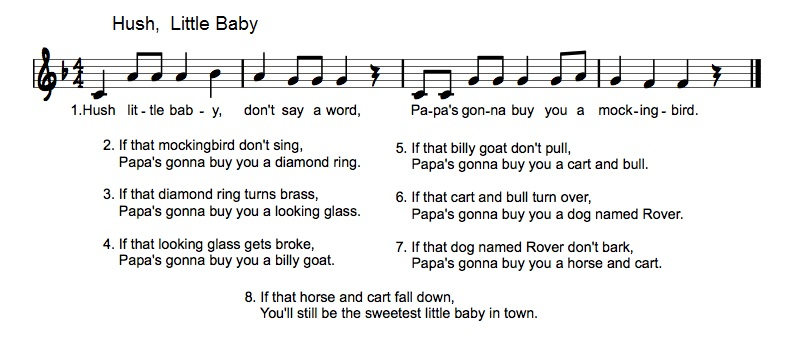
Partition et paroles.

Elle promet toutes sortes de récompenses à l'enfant qui est calme, sans savoir si elles fonctionneront, en les citant les unes après les autres, mais en concluant que l'enfant restera malgré tout le plus doux des bébés de la ville.
Elle est le modèle d'inspiration de la chanson Bo Diddley (1955) qui la critique fortement dans son morceau et a fait l'objet de nombreuses reprises notamment par Joan Baez ou encore avec des variations et une atmosphère macabre par Metallica sur Enter Sandman.
Le violoncelliste Yo-Yo Ma et le chanteur Bobby McFerrin l'enregistrent sur leur album commun Hush sorti en 1992. L'année suivante, la chanson du duo est utilisée dans un spot publicitaire télévisée pour la Renault Twingo, puis de nouveau en 2020 pour la Twingo Electric,. 
Cette chanson porte parfois le nom de Mockingbird (en), notamment dans ses reprises dans le monde du rock, de la Soul et du Rap ; ceci à la suite de la reprise initiale sous ce titre et en Rhythm and blues de Inez and Charlie Foxx en 1963. Aretha Franklin, Dusty Springfield, ainsi que Peter, Paul and Mary ou encore Eminem (sa version) et RZA (dans Bob N'I) l'ont reprise ou adaptée sous ce même nom. En 1976, Claude François a chanté une adaptation française, sous le titre Dors petit homme  (La chèvre grise).
Très célèbre dans le monde anglophone où elle est aussi populaire que « Fais dodo Colas mon p'tit frère » dans le monde francophone, elle est également très visionnée sur internet. 
Le principe répétitif de cette berceuse permet une grande liberté d'improvisation dans les objets qui peuvent être proposés à l'enfant mais il existe des paroles traditionnelles de base.

## Paroles traditionnelles
Hush, little baby, don't say a word,

Daddy's gonna buy you a mockingbird.

And if that mockingbird won't sing,

Daddy's gonna buy you a diamond ring.

And if that diamond ring turns to brass,

Daddy's gonna buy you a looking glass.

And if that looking glass gets broke,

Daddy's gonna buy you a billy goat.

And if that billy goat won't pull,

Daddy's gonna buy you a cart and bull.

And if that cart and bull turn over,

Daddy's gonna buy you a dog named Rover.

And if that dog named Rover won't bark.

Daddy's gonna buy you a horse and cart.

And if that horse and cart fall down,

You'll still be the sweetest little baby in town.